# Беорна (король Східної Англії)
Беорна (*Beonna, Beorna, Benna, Beanna, Beornus, д/н —758/760) — король Східної Англії у 749—758/760 роках.

## Життєпис
Походження Беорна невідомо. Висувається версія, що він був мерсійцем. Деякі історики ототожнюють Беорна з королем Мерсії Беорнредом. Відомо, що після смерті короля Ельфвальда Східна Англія була розділена між Беорною, Хуном і Етельбертом I. Однак Симеон Даремський вніс плутанину, поєднавши Беорну з ім'ям Хуна в Хунбеанна, через що деякі історики стали вважати, що Беорн і Етельберт не мали третього співправителя.
Беорна продовжував розвивати карбування монет в Східній Англії. При ньому вперше з'явилися монети з написами, що позначали ім'я і титул правителя, викарбувана їх. Більша кількість монет з ім'ям Беорна, ніж з іменами його співправителів, на думку вчених побічно підтверджує верховенство Беорни. Знайдені монети — це єдине, що підтверджує історичність особистості Беорни.
Політична ситуація в Східній Англії часу панування Беорни є предметом дискусій. Одні дослідники вважають, що королівство було поділено на Норфолк, Саффолк і Елі. Невідомо, де саме панував Беорна і які стосунки мав з іншими співкоролями. Інші вважають, що Беорна стояв вище в ієрархії (про це свідчить більша кількість монет з його ім'ям). У 758 або 760 року Беорну разом з Етельбертом I було повалено Оффой, королем Мерсії.